# Filhelénství
Filhelénství (láska k řecké kultuře) byla intelektuální móda či styl na počátku 19. století, která vedla některé Evropany jako například lorda George Byrona k podpoře řeckého hnutí za získání nezávislosti na Osmanské říši. Později v 19. století přispělo filhelénství k vytvoření neoklasicismu, který idealizoval antické řecké umění a architekturu z 5. století př. n. l.
V antice se termín filhelén (řecky φιλέλλην) používal zároveň pro lidi neřeckého původu, kteří byli příznivci řecké kultury, a pro Řeky, již svoji kulturu vlastenecky podporovali.